# 海濱區 (聖彼得堡)

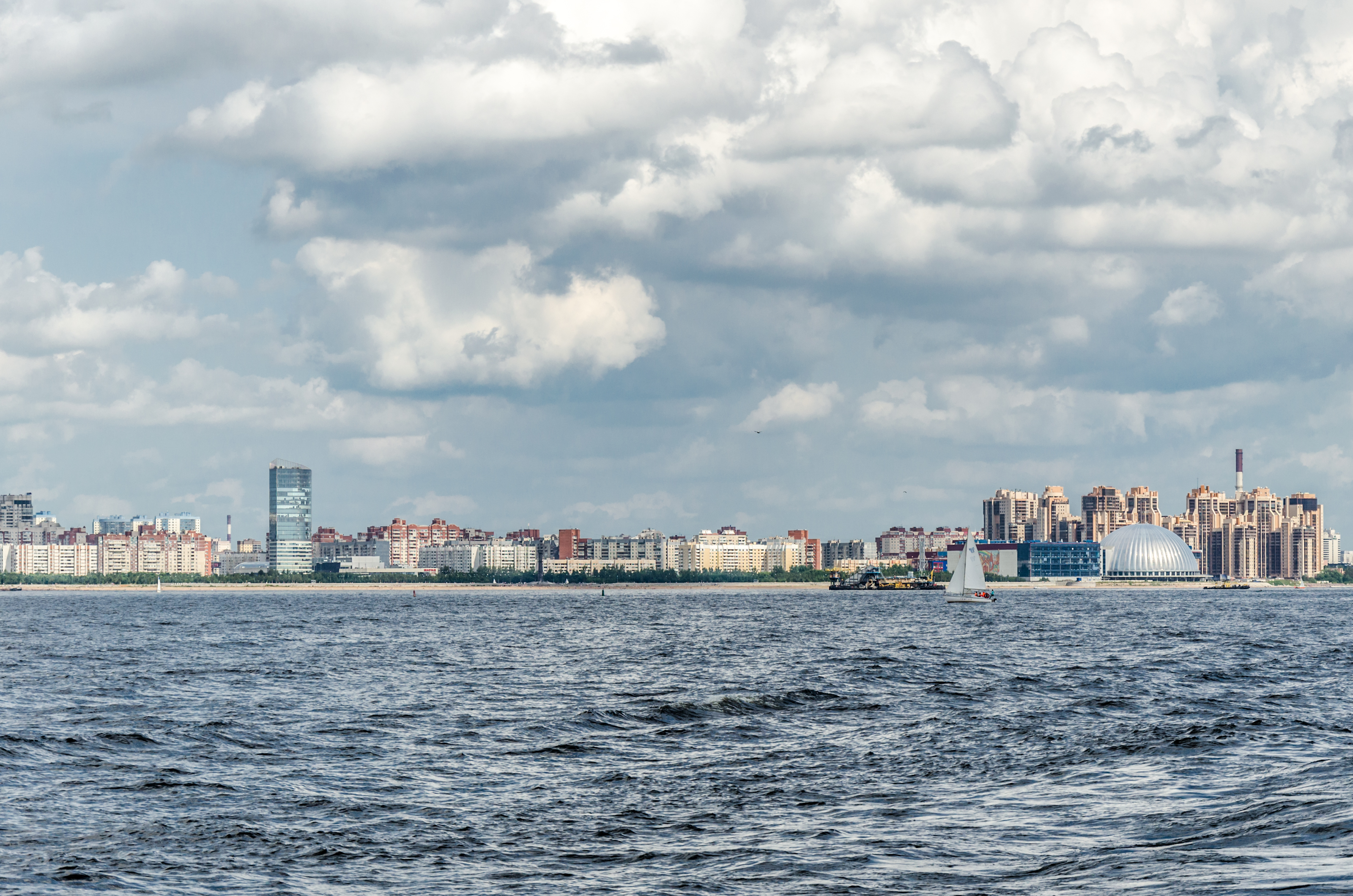

60°02′N 30°06′E / 60.033°N 30.100°E
海濱區（羅馬化：Primorsky rayon）是俄羅斯的一個區，位於該國西北部，由聖彼得堡負責管轄，始建於1936年，面積109.87平方公里，2010年人口507,238，人口密度每平方公里4,616.71人。